# Decapterus russelli
Decapterus russelli är en fiskart som först beskrevs av Rüppell, 1830.  Decapterus russelli ingår i släktet Decapterus och familjen taggmakrillfiskar. IUCN kategoriserar arten globalt som livskraftig. Inga underarter finns listade i Catalogue of Life.